# Melford E. Spiro
Melford Elliot Spiro (Cleveland, 26 aprile 1920 – 18 ottobre 2014) è stato un antropologo e storico delle religioni statunitense.
Professore all'University of Connecticut, all'University of Washington, all'Università di Chicago e infine  all'University of California (San Diego), dove ha fondato il Dipartimento di antropologia.

## Opere
- Spiro, Melford E. (1984) "Some Reflections on Cultural Determinism and Relativism with Special Reference to Emotion and Reason." Pp. 323-346 in Culture Theory: essays on mind, self, and emotion, edited by R. A. Shweder and R. A. LeVine. Cambridge, UK: Cambridge University Press.
- Spiro, Melford E. (1986) "Cultural Relativism and the Future of Anthropology." Cultural Anthropology:  Vol. 1, No. 3, 259-286.
- Spiro, Melford E. (1987) "Religious systems as culturally constituted defense mechanisms." Pp. 145-160 in Culture and human nature: theoretical papers of Melford E. Spiro, edited by B. Kilborne and L. L. Langness. Chicago: University of Chicago Press.
- Spiro, Melford E. (1992) "On the strange and familiar in recent anthropological thought." Pp. 53-70 in Anthropological Other or Burmese Brother? edited by M. E. Spiro. New Brunswick, NJ: Transaction Press.
- Spiro, Melford E. (1993) "Is the Western conception of the self "peculiar" within the context of the world cultures?" Ethos 21:107 - 153